# Valerij Novikov
Valerij Ivanovič Novikov (in russo Валерий Иванович Новиков?; Mosca, 1º novembre 1957) è un ex calciatore sovietico dal 1991 russo, di ruolo portiere.

## Statistiche

### Cronologia presenze e reti in Nazionale
| Cronologia completa delle presenze e delle reti in nazionale ― Unione Sovietica | Cronologia completa delle presenze e delle reti in nazionale ― Unione Sovietica | Cronologia completa delle presenze e delle reti in nazionale ― Unione Sovietica | Cronologia completa delle presenze e delle reti in nazionale ― Unione Sovietica | Cronologia completa delle presenze e delle reti in nazionale ― Unione Sovietica | Cronologia completa delle presenze e delle reti in nazionale ― Unione Sovietica | Cronologia completa delle presenze e delle reti in nazionale ― Unione Sovietica | Cronologia completa delle presenze e delle reti in nazionale ― Unione Sovietica |
| Data                                                                            | Città                                                                           | In casa                                                                         | Risultato                                                                       | Ospiti                                                                          | Competizione                                                                    | Reti                                                                            | Note                                                                            |
| ------------------------------------------------------------------------------- | ------------------------------------------------------------------------------- | ------------------------------------------------------------------------------- | ------------------------------------------------------------------------------- | ------------------------------------------------------------------------------- | ------------------------------------------------------------------------------- | ------------------------------------------------------------------------------- | ------------------------------------------------------------------------------- |
| 05/04/1978                                                                      | Erevan                                                                          | Unione Sovietica                                                                | 10 – 2                                                                          | Finlandia                                                                       | Amichevole                                                                      | -                                                                               | 46’                                                                             |
| 19/08/1984                                                                      | Leningrado                                                                      | Unione Sovietica                                                                | 3 – 0                                                                           | Messico                                                                         | Amichevole                                                                      | -                                                                               | 84’                                                                             |
| Totale                                                                          |                                                                                 | Presenze                                                                        | 2                                                                               |                                                                                 | Reti                                                                            | -2                                                                              |                                                                                 |